# Yu Dafu
Yu Dafu (chino tradicional: 郁達夫, chino simplificado: 郁达夫, pinyin: Yù Dáfū, Wade-Giles: Yü Ta-fu) (Fuyan, China; 7 de diciembre de 1896 - Sumatra; ? 1945) fue un escritor chino. Su obra más famosa es el relato Hundirse.
Yu Dafu murió en la isla de Sumatra asesinado por soldados japoneses poco antes del final de la II Guerra Mundial. Las circunstancias de su muerte nunca han sido aclaradas.

## Biografía
Su nombre real era Yù Wén (郁文), y nació en la localidad de Fuyan en la provincia de Zhejiang, donde su padre y su abuelo ejercieron la medicina. Pertenecía, por tanto, a una familia acomodada. Sin embargo, la muerte de su padre cuando Yu contaba tan solo tres años de edad, pondrá a la familia en dificultades económicas. A pesar de ello, la madre puede pagar la educación de sus hijos. En 1911 Yu Dafu se traslada a la capital provincial, Hangzhou, donde estudiará hasta el año 1913. Por aquel entonces, ya mostraba un interés por la literatura y compuso sus primeras poesías, en estilo clásico. En 1913 se va a Japón, siguiendo los pasos de su hermano, que ya estaba allí estudiando derecho. Yu Dafu pasó los diez años siguientes de su vida en Japón, donde consiguió licenciarse en Economía por la Universidad Imperial de Tokio.
En 1920, aprovechando unas vacaciones en China, se casó con su primera esposa, una muchacha de su pueblo, en un matrimonio concertado por su madre.
Mientras estaba en Japón, publicó sus primeros relatos: La muerte de color gris plata
, Hundirse y Traslado al sur. Estos tres cuentos serían agrupados en un solo libro bajo el título del segundo relato, Hundirse. Con un estilo depurado, de clara influencia japonesa, Yu narraba experiencias de soledad y frustración sexual de un joven estudiante chino en Tokio, con referencias autobiográficas evidentes.
En 1921, todavía en Japón, participó, junto con otros escritores importantes, como Guo Moruo, en la fundación de la Sociedad de la Creación (創造社 / 创造社 chuàngzàoshè), asociación de escritores que defendía la modernización de la literatura china, apoyando el uso de la lengua vernácula y la adopción de estilos de origen extranjero.
Tras su vuelta a China en 1922, se dedica a su actividad en la Sociedad de la Creación, editando diversas revistas literarias de la asociación. En 1923 publica dos nuevos relatos, Noches de borracheras primaverales y Una humilde ofrenda. En 1930 participa en la fundación de la Liga de Escritores de Izquierda, organización afín al Partido Comunista de Chinia que incluye a muchos de los intelectuales más destacados de la época, como Lu Xun. 
En 1933, abandona la Liga y se retira a Hangzhou, donde seguirá escribiendo. A pesar de su apoyo a la reforma literaria y lingüística china, su refugio en los momentos difíciles continuará siendo la escritura de poesía clásica, su gran pasión.
En 1938 se traslada a Singapur junto a su segunda esposa, Wáng Yìngxiá (王映霞), de la que se divorciará dos años más tarde. En Singapur trabajó en un periódico en lengua china. En 1942 el ejército japonés ocupa Singapur, y Yu Dafu escapa a la isla de Sumatra, donde acabaría trabajando como intérprete para los soldados japoneses. La última vez que se le vio con vida fue el 29 de agosto de 1945.
No están claras las circunstancias finales de su vida. La sospecha de que había sido asesinado por los japoneses se confirmó en 1985, cuando un profesor de la Universidad de Yokohama, Masao Suzuki, afirmó haber localizado al antiguo soldado que habría dado la orden de matar a Yu Dafu.

## Obra
Entre las obras de Yu Dafu destacan los relatos breves y los diarios, incluyendo diarios de viajes. Durante toda su vida escribió también numerosas composiciones poéticas en estilo clásico chino.
Sólo se conoce la traducción al español de cuatro relatos suyos, "La oveja descarriada", "Intoxicantes noches de primavera", "Sangre y Lágrimas" y "El pasado", en el volumen Diez grandes cuentos chinos, Traducción de Luis Enrique Délano y Poli Délano, Santiago de Chile, Quimantú, 1971.
A continuación se listan sus obras más conocidas.

### Relatos breves
- "La oveja descarriada". Novela breve, escrita en primera persona, con características autobiograficas.

- Hundirse. Colección de tres relatos: La muerte de color gris plata (銀灰色的死 / 银灰色的死 yínhuī sè de sǐ), Hundirse (沉淪 / 沉沦) y Traslado al Sur (南遷 / 南迁 nánqiān).

- Noches de borracheras primaverales (春風沉醉的晚上 / 春风沉醉的晚上 Chūnfēng chénzuì de wǎnshàng), 1923

- Una humilde ofrenda (薄奠 báodiàn), 1923.

Estos dos últimos relatos, de 1923 según el libro de MacDougall y Louie (ver bibliografía), se incluyeron en la Colección de las Cenizas Frías (寒灰集 hán huī jì), publicada en 1927.

### Novela
- Ella es una mujer débil (她是一個弱女子 / 她是一个弱女子 Tā shì yíge ruò nǚzǐ), 1932.